# Ер Олжабай
«Ер Олжабай» — казахский героический эпос (жыр), повествующий о подвигах Олжабай-батыра, жившего в XVIII веке при правлении хана Абылая. Произведение неизвестного автора записано со слов народных сказителей. Настоящее имя батыра — Алажакы. «Ер-Олжабай» — памятник казахской словесности; события в нём описаны увлекательно, 11-сложный стих чередуется с 7—8-сложным и прозой. Хранится в рукописном фонде Центральной научной библиотеки Республики Казахстан.